# Natalia Ramírez
Natalia Ramírez (Bogotà, 3 agosto 1966) è un'attrice colombiana.

## Biografia
Attrice di telenovela, ha debuttato nel 1988 con la serie Quieta Margarita, per poi partecipare a numerose altre telenovelas durante gli anni novanta e duemila.
Nel 1999 ha preso parte a Betty la fea, dove interpretava la parte da co-protagonista di Marcela Valencia. Questa telenovela ha avuto un particolare successo, ha vinto diversi premi ed è stata diffusa in diversi paesi; ha inoltre ispirato il più celebre telefilm Ugly Betty.

## Filmografia
- Quieta Margarita (1988)
- El pasado no perdona (I) (1990)
- No juegues con mi vida (1990)
- Lucerito (1994)
- Las ejecutivas (1996)
- El amor es más fuerte (1998)
- Betty la fea (Yo soy Betty, la fea) (1999 - 2001)
- Solterita y a la orden (2001)
- Mi pequeña mamá (2002)
- Dr. amor (2003)
- Negra consentida (2004)
- Al filo de la ley (2005)
- Amor a palos (2005)
- Novia para dos (2008)
- Perro amor (2010)
- Corazón apasionado (2011)
- Rosario (2013)
- La prepago (2013)
- ¿Quién mató a Patricia Soler? (2014)
- Las Vega's (2016 - 2017)
- Venganza (2017)
- Betty la fea - La storia continua (Betty, la fea: la historia continúa) (2024)